# Али Мюниф Йегенага
Али Мюниф бей, приел в 1934 година фамилията Йегенага (на турски: Ali Münif Bey, Yeğenağa), е османски офицер и чиновник.

## Биография
Роден е в 1874 година. Член е на младотурския Комитет за единство и прогрес. На изборите през 1908 година става представител на Адана в парламента. От септември 1910 до януари 1912 г. е валия в Анкара. В януари - август 1912 г. е валия в Битоля, а в януари - юни 1913 г. - в Алепо.
От юни до септември 1913 г. е валия на Бейрут, а от юли 1915 до април 1917 г. (според друг източник 23 декември 1912 - септември 1915)) е мутасариф на Ливан, като замества на поста арменеца католик Оханес Куюмджиян. След протести на местни жители е отзован. В 1917 - 1918 е министър на образованието и на благоустройството в правителството на Мехмед Талат паша. През декември е избран за депутат.
През октомври 1918 г. подава оставка с останалата част от правителството и в януари 1919 г. е арестуван, хвърлен в затвора и изпратен на заточение в Малта. Успява да се върне в Истанбул през април 1921 година. Заминава за Адана и организирана съпротива срещу френската окупация на Киликия и след изтеглянето на французите е избран за валия на Адана, като остава на поста до 1926 г. През октомври 1923 г. след провъзгласяването на републиката става депутат от Мерсин от Републиканската народна партия (PRP).
Умира на 3 януари 1951 година.